# Duiker Island
Duiker Island oder auf Afrikaans Duikereiland (Wortbedeutung Taucherinsel), mit der Namensvariante Seal Island (Wortbedeutung Robbeninsel), ist eine kleine felsige Insel westlich der Hout Bay bei Kapstadt, Südafrika. Sie liegt nahe dem Ort Hout Bay innerhalb der Metropolgemeinde Kapstadt. Die Insel misst 95 mal 77 Meter, oder 0,4 Hektar in der Fläche, und ist für seine Fauna (Vögel und Seebären) bekannt, und wird deshalb häufig von Touristen und Fotografen mit Booten via Mariner’s Wharf im Hafen Hout Bay besucht.
Am 13. Oktober 2012 kenterte ein Boot in der Nähe der Insel. Zwei Männer kamen dabei ums Leben, während die drei Frauen in einer Luftblase unter dem gekenterten Boot überlebten.